# Kinel
Kinel (în rusă Кинель) este un oraș din regiunea Samara, Rusia. Este capitala raionului Kinel